# Мечеть Алі Мухаммеда (Каїр)
Мечеть Алі Мухаммеда — мечеть у Каїрі, названа на честь правителя Єгипту Мухаммеда Алі Єгипетського. Розроблений Грецьким архітектором Юссуф Бушнаком. Також відома як Мечеть Алебастр через широке використання цього матеріалу. Її оточують два високі мінарети заввишки 270 футів, незвичайні для Каїра. Має купол стилю отоманки, висота храму 170 футів. Парапет на північний захід має гарний вид на мечеть Султана Хассана та мечеть Ібн Тулун і місто безпосередньо.

## Галерея

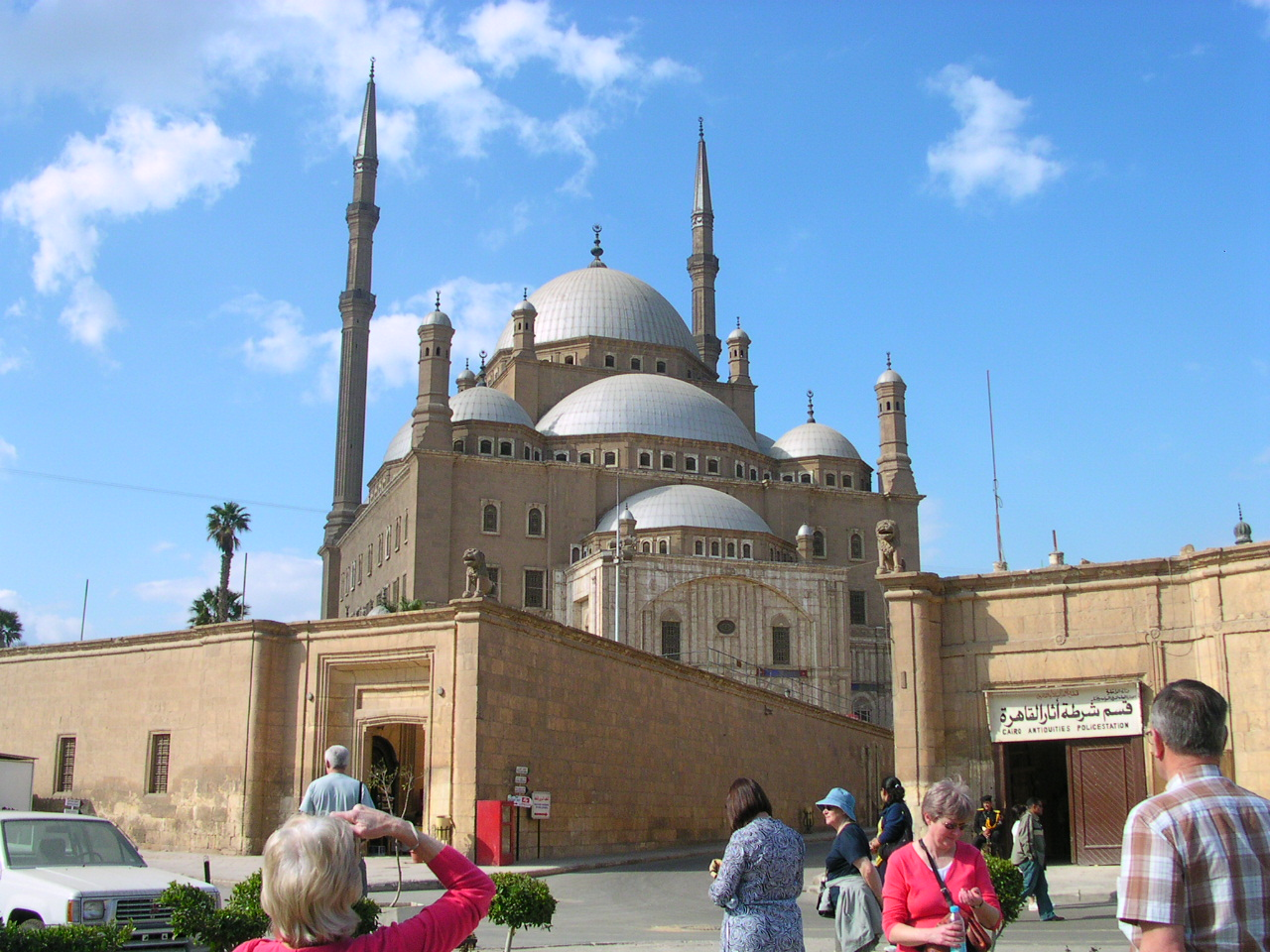
Екстер'єр мечеті
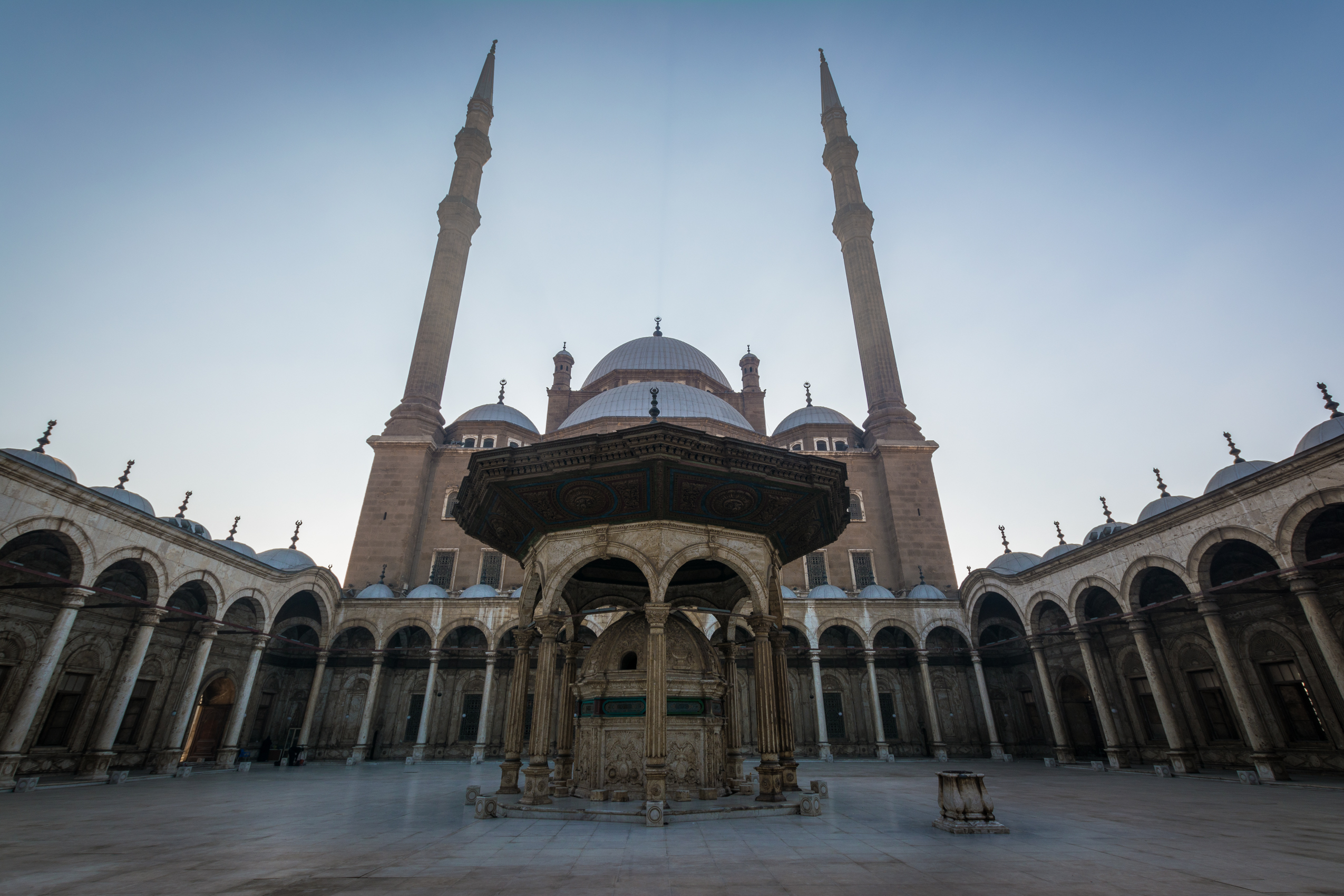
Внутрішній двір мечеті
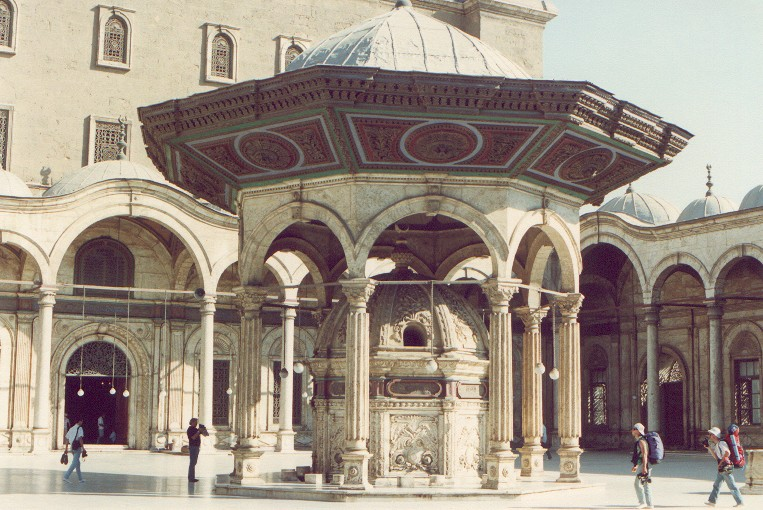
Внутрішній двір мечеті
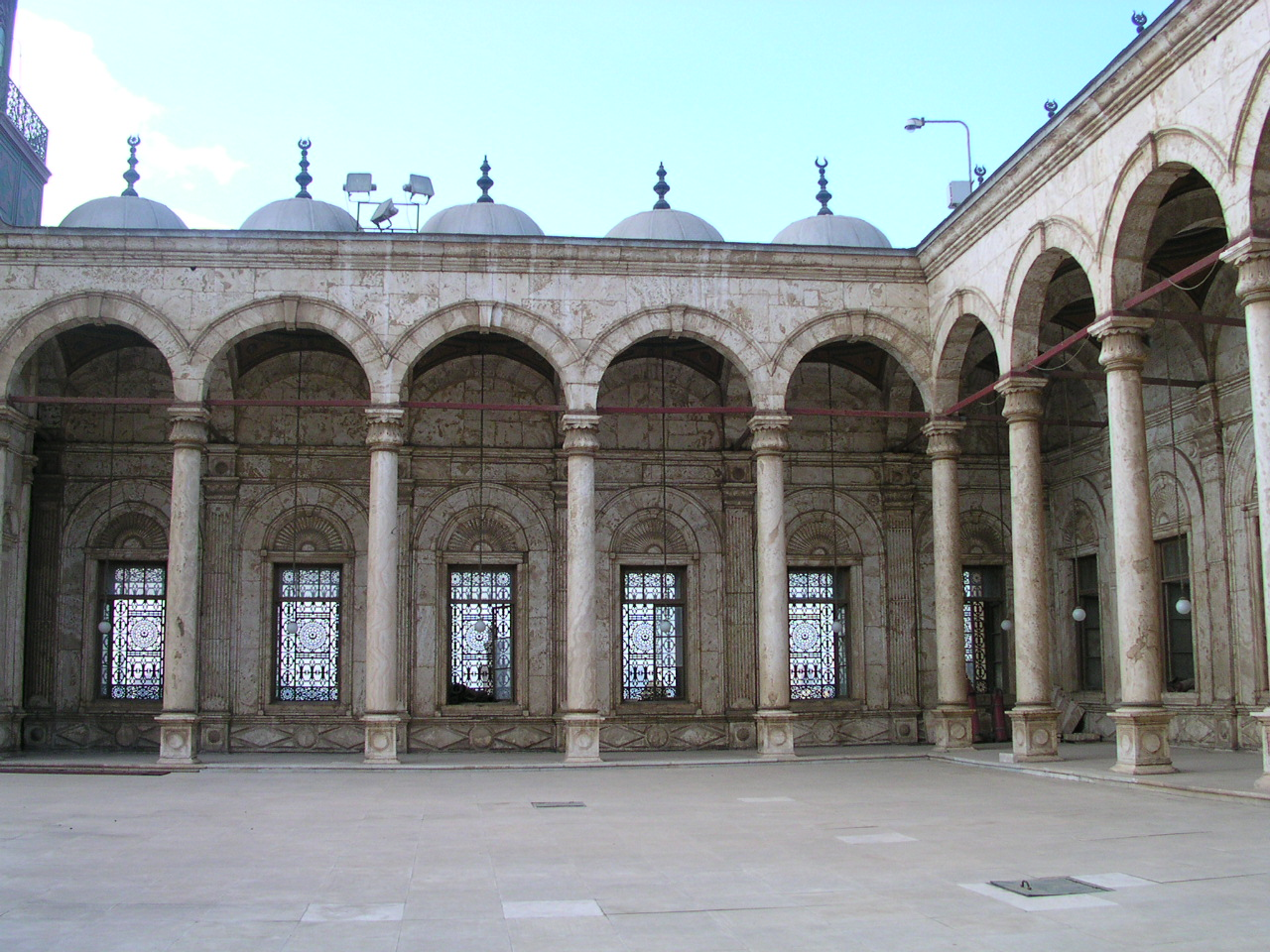
Викладений алебастром двір
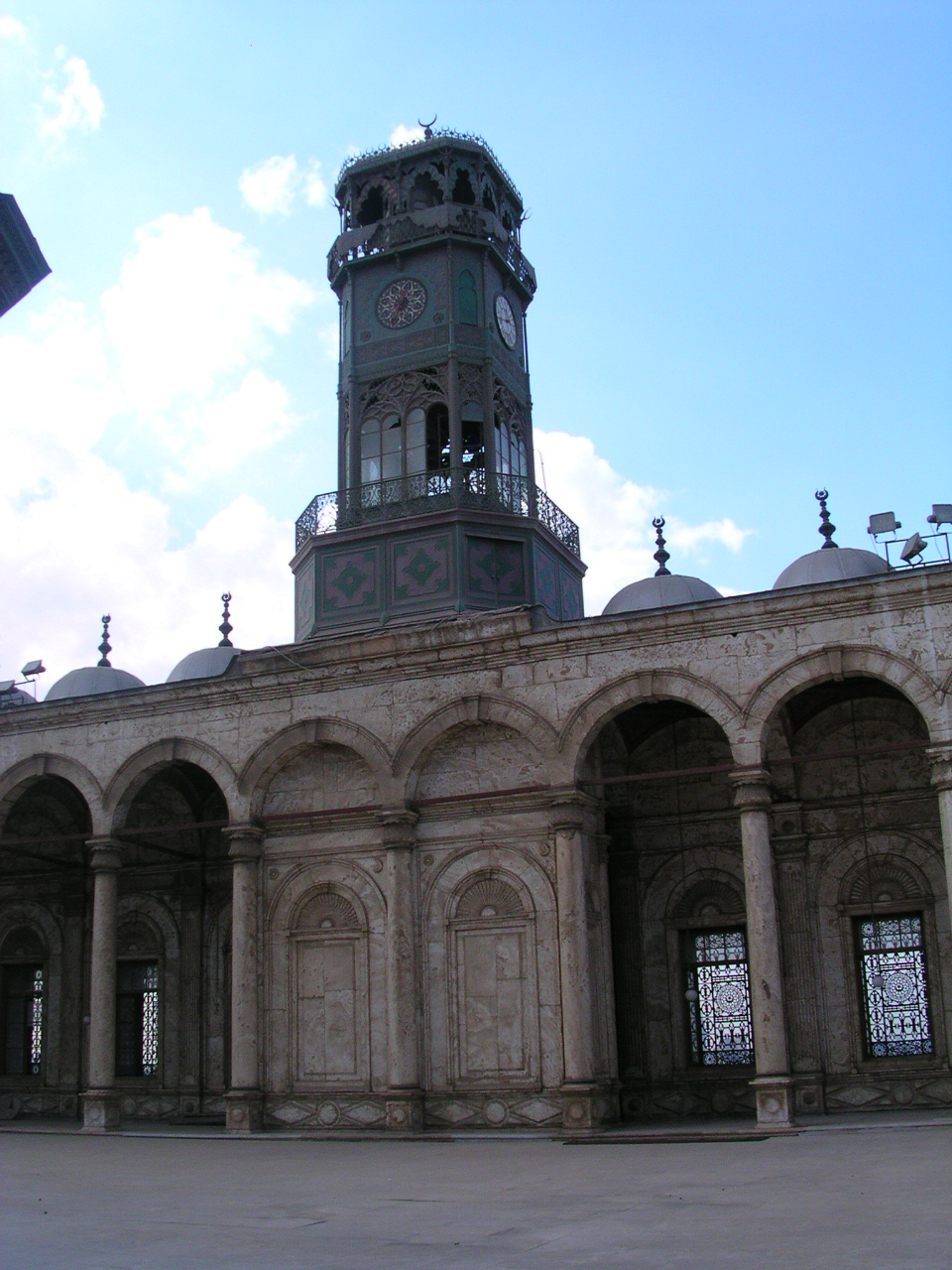
Годинникова вежа
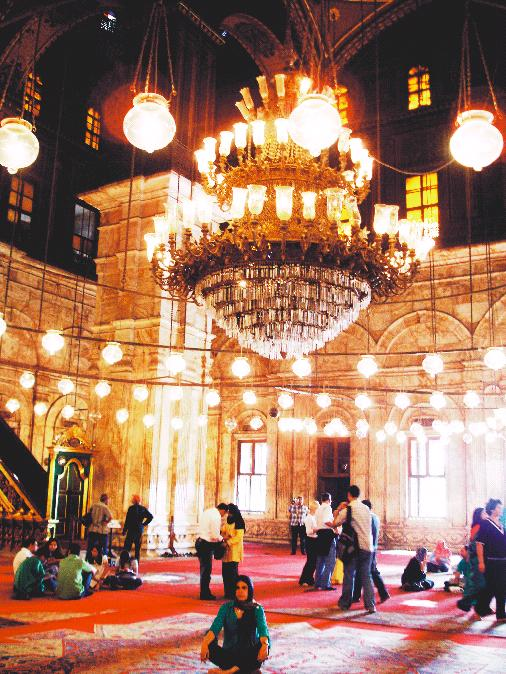
Інтер'єр мечеті
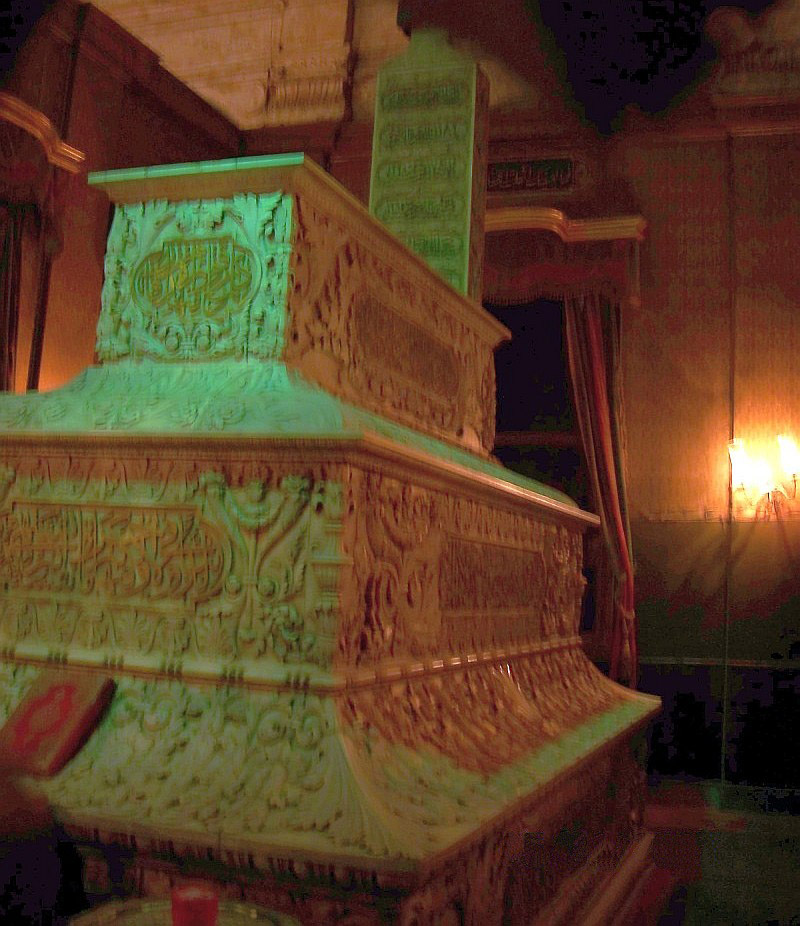
Гроб Мухаммеда Алі-паші всередині мечеті